# 紅眼黃體毛管蚜
紅眼黃體毛管蚜（学名：Eutrichosiphum pasaniae）为毛管蚜科真毛管蚜屬下的一个种。